# Richard Wahl
Richard Wahl (Francoforte sul Meno, 4 dicembre 1906 – Francoforte sul Meno, 29 ottobre 1982) è stato uno schermidore tedesco, vincitore di una medaglia di bronzo nella scherma ai giochi olimpici.